# 미스터 빅
미스터 빅(Mr. Big)은 미국의 록 밴드이다.